# كونراد بيترسون
كونراد بيترسون.(بالسويدية: Konrad Pettersson)‏ (و. 1903 – 1976 م) هو رياضي، ومتزحلق سويدي، توفي عن عمر يناهز 73 عاماً.